# Шербиус, Йоханнес
Йоханнес Шербиус (нем. Johannes Scherbius, 1769 — 1813) — немецкий ботаник и миколог.

## Биография
Йоханнес Шербиус родился в 1769 году.
Шербиус известен как один из авторов, вместе с Бернхардом Мейером (1767—1836) и Филиппом Готфридом Гертнером (1754—1825), работы Oekonomisch-technische Flora der Wetterau («Экономически-техническая флора Веттерау»; сокращённая форма для номенклатурного цитирования — Oekon. Fl. Wetterau). Работа была опубликована во Франкфурте в трёх томах (четырёх книгах) в 1799—1802 годах; в ней имелось достаточно большое число новых названий таксонов, авторство которых теперь обозначается как G.Gaertn., B.Mey. & Scherb. К примеру, именно в этой работе было введено в ботаническую номенклатуру научное название рода Хрен: Armoracia G.Gaertn., B.Mey. & Scherb. (1800).
Ботанические коллекции Шербиуса хранятся в Senckenberg Herbarium.
Йоханнес Шербиус умер в 1813 году.

## Научная деятельность
Йоханнес Шербиус специализировался на Мохообразных, семенных растениях и на микологии.

## Научные работы
- G. Gaertner, B. Meyer & J. Scherbius, Oekonomisch-technische Flora der Wetterau. Fráncfurt, 1799—1802, 3 vols. [vol. 1 (VI—VII.1799); vol. 2 (V—VII.1800); vol. 3(1) (IVI.1801); vol. 3(2) (1802)][3].